# Ordsprogenes Bog
Ordsprogenes Bog er et skrift som indgår i Det Gamle Testamente og den hebraiske bibel. Det indeholder en samling poetisk udformede ordsprog, der ser ud til at være samlet ca. 500 f.Kr. Bogen er kaldt "Salomos Ordsprog", dels fordi de fleste af ordsprogene tilskrives ham, dels fordi han var en mand, der fik sin visdom af Gud. Bogen formaner mennesket at være gudsfrygtigt og forudser, at det vil gå de ugudelige som fortjent. Salomo skriver også om visdommen, som for ham er at frygte Gud, Guds største gave til mennesket, og som er det vigtigste at stræbe efter her i livet.